# Wim Vansevenant
Wim Vansevenant (Diksmuide, 23 december 1971) is een Belgisch voormalig wielrenner die tussen 1994 en 2008 professioneel actief was. Hij is de vader van wielrenner Mauri Vansevenant.

## Carrière
Hij begon in 1993 als stagiair zijn profcarrière bij de Nederlandse  Wordperfect ploeg. In zijn beginjaren was Vansevenant voornamelijk in Bovekerke actief - waar Vansevenant bij zijn ouders woonde - en omstreken. Later verhuisde Wim naar Torhout waar hij een kleine boerderij heeft. Behalve een jaartje samen bij het Nederlandse Farm Frites (2000) en bij het Amerikaanse Mercury (2001) te hebben vertoefd, reden hij en Peter Van Petegem daarna tot en met 2006 bij de Lotto-ploeg van Marc Sergeant. Tot Van Petegem in 2007 naar Quick Step vertrok. Vansevenant was tussen 2000 en 2006 een van de knechten van Van Petegem in de Ronde van Vlaanderen en Parijs-Roubaix. Hij reed jarenlang als waterdrager voor Robbie McEwen, Peter Van Petegem en Leif Hoste. Voor de eerste twee bij Farm Frites en Lotto, voor die laatste enkel bij Lotto. In 2008 stopte hij als beroepsrenner. 
In de Ronde van Frankrijk van 2005 werd de West-Vlaming al eens voorlaatste in het algemeen klassement, voor Iker Flores. In 2006 eindigde hij als laatste in het eindklassement van de Ronde van Frankrijk en was daarmee drager van de rode lantaarn. In 2007 en 2008 herhaalde hij dit resultaat. Vansevenant is anno 2021 enige wielrenner die drie keer laatste in de Tour werd. Sevie, zoals hij binnen de Lotto-ploeg bekend stond, was een hardrijder die voor hij losliet in het peloton, uren op kop kon rijden in dienst van sprinter Robbie McEwen. 
Hij maakte naar eigen zeggen een erezaak van de rode lantaarn en grapte daarover: "Tijdens het eerste jaar eindigde ik laatste uit pure miserie, maar de jaren daarop liet ik me bewust uitzakken. Ik moest in Parijs nog eens in de remmen voor Bernhard Eisel, die voorlaatste stond. Ik kon het me niet veroorloven om drie weken af te zien en toch nog alles uit handen te geven in de laatste 1,5 kilometer."
Na het seizoen 2008 stopte Vansevenant als professioneel wielrenner en nam de boerderij van zijn ouders over. In juni 2011 kwam hij in opspraak nadat een voor hem bestemde zending pillen op Zaventem onderschept werd door de douane. Het betrof TB500, een middel dat gebruikt wordt om de spiergroei bij paarden te stimuleren.
Vansevenants zoon Mauri is eveneens wielrenner.

## Belangrijkste prestaties
1992
- 2e etappe Ronde van West-Vlaanderen

1996
- 2e etappe Ronde van de Vaucluse

2000
- GP Beeckman-De Caluwé (Ninove)

2006
- Rode lantaarn Ronde van Frankrijk

2007
- Rode lantaarn Ronde van Frankrijk

2008
- Rode lantaarn Ronde van Frankrijk

## Resultaten in voornaamste wedstrijden
| Jaar | Ronde van Italië | Ronde van Frankrijk | Ronde van Spanje |
| ---- | ---------------- | ------------------- | ---------------- |
| 1996 |                  |                     |                  |
| 1997 |                  |                     |                  |
| 1998 |                  |                     |                  |
| 2000 | opgave           |                     |                  |
| 2001 |                  |                     |                  |
| 2002 |                  |                     |                  |
| 2003 |                  |                     |                  |
| 2004 |                  | 140e                |                  |
| 2005 |                  | 154e                |                  |
| 2006 |                  | 138e (laatste)      |                  |
| 2007 |                  | 141e (laatste)      |                  |
| 2008 |                  | 145e (laatste)      |                  |

| Jaar | Milaan-San Remo | Gent-Wevelgem | Ronde van Vlaanderen | Parijs-Roubaix | Dwars door Vlaanderen | Brabantse Pijl |  | WK op de weg |
| ---- | --------------- | ------------- | -------------------- | -------------- | --------------------- | -------------- |  | ------------ |
| 1996 |                 |               | 61e                  |                |                       |                |  |              |
| 1997 |                 |               |                      |                | 9e                    |                |  |              |
| 1998 |                 |               |                      |                | 21e                   |                |  |              |
| 2000 | 60e             |               | 99e                  |                |                       |                |  |              |
| 2001 |                 |               |                      | 50e            |                       |                |  |              |
| 2002 |                 | 30e           | 72e                  |                | 73e                   | 5e             |  |              |
| 2003 | 153e            |               | 78e                  | 46e            |                       |                |  | opgave       |
| 2004 | 175e            | 50e           | 119e                 | 67e            | 80e                   | 43e            |  |              |
| 2005 | 79e             |               |                      |                |                       |                |  |              |
| 2006 | 94e             | 26e           | 55e                  | 54e            |                       |                |  |              |
| 2007 | 108e            |               | 76e                  | 58e            | 45e                   |                |  |              |
| 2008 |                 |               | 98e                  | 93e            |                       |                |  |              |